# Tiberius Claudius Servilius Geminus

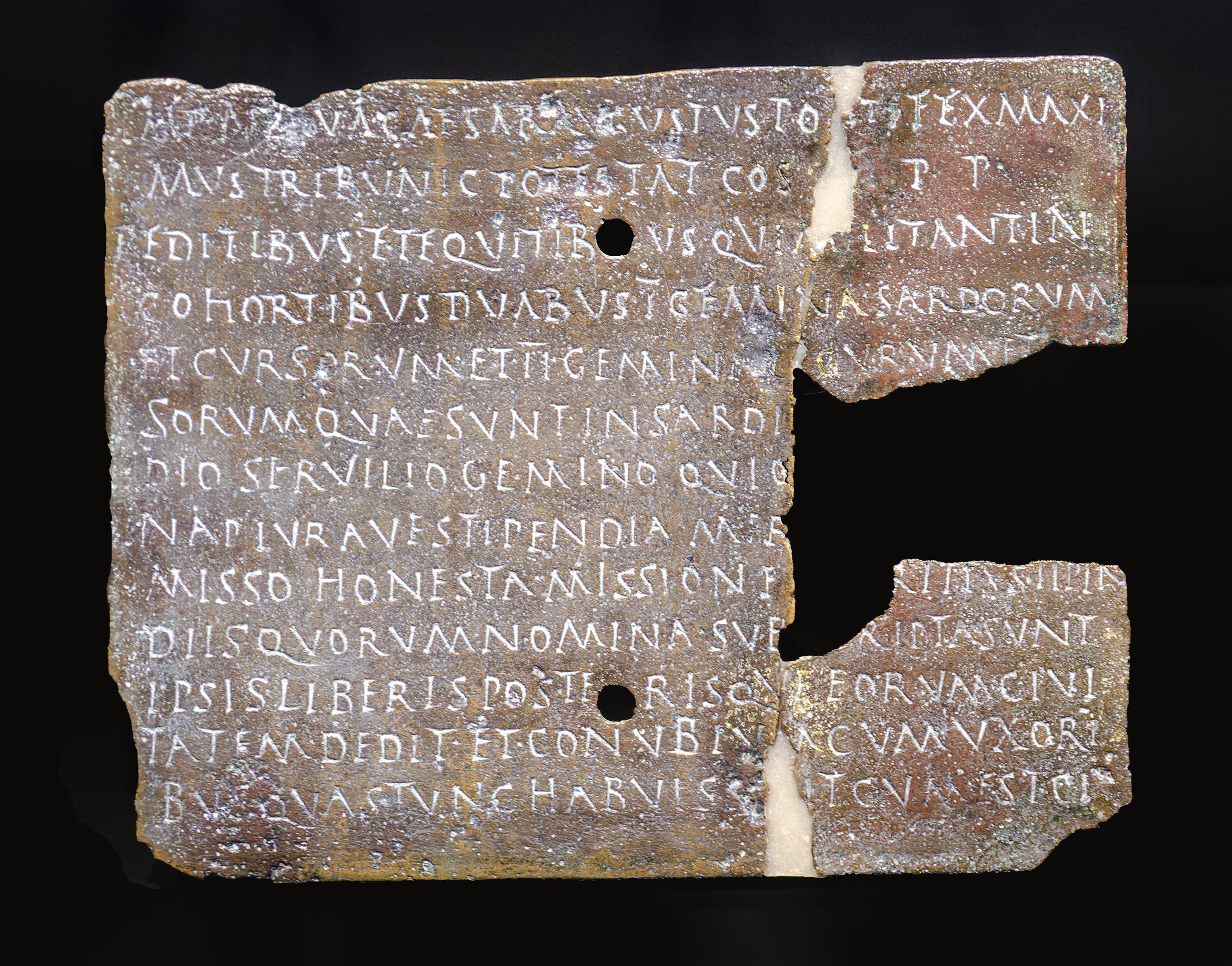
Das Militärdiplom vom 10. Oktober 96

Tiberius Claudius Servilius Geminus war ein im 1. Jahrhundert n. Chr. lebender Angehöriger des römischen Ritterstandes (Eques).
Durch ein Militärdiplom, das auf den 10. Oktober 96 datiert ist, ist belegt, dass Servilius Geminus Statthalter in der Provinz Sardinia war.